# Conca Badwater
La Conca Badwater és una conca endorreica al Parc Nacional de la Vall de la Mort, a Califòrnia (Estats Units), cèlebre per ser el punt més baix de l'Amèrica del Nord, amb una altitud de 86 m sota el nivell del mar. Aquest punt més baix es troba a només 122 quilòmetres del punt més elevat dels 48 estats adjacents dels Estats Units, el Mont Whitney.
La conca conté una bassa d'"aigua no potable" per la gran quantitat de sals acumulades dels voltats -d'aquí ve el seu nom en anglès- que acull diversa fauna i flora, incloent salicorns, insectes aquàtics i cargols Badwater.	
Al costat de la bassa, on l'aigua no és sempre present a la superfície, la repetició dels cicles congelació-desgel i evaporació va transformant la crosta fina de sal en formes hexagonals com als ruscs.
De fet, la bassa en si mateixa no és el punt més baix de la conca: el punt més baix (que és només una mica inferior) es troba a uns quants quilòmetres cap a l'oest i varia la seva posició. De totes maneres, les superfícies de sal són perilloses de travessar (en molts casos són només una escorça prima blanca sobre el fang), de manera que el rètol és a la bassa. Sovint és erròniament descrit com el punt més baix de l'hemisferi occidental, tot i que aquest punt més baix és la Laguna del Carbón a l'Argentina, situat a 105 metres sota el nivell del mar.

## Geografia

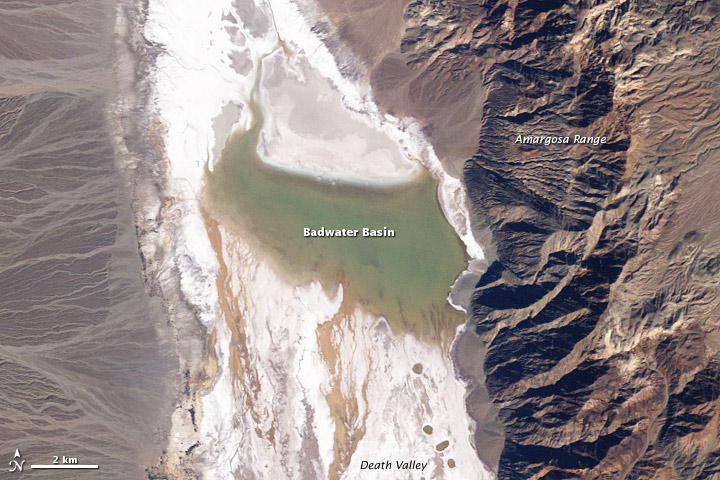
Després de les pluges de 2005

A Badwater, periòdicament es produeixen tempestes que inunden la part inferior de la vall, cobrint el gruix de sal amb una fina capa d'aigua. Cada llac format novament no dura gaire temps, ja que la mitjana de precipitacions (48 mm) és superada per la mitjana d'evaporació anual (3.800 mm). Aquest és el màxim potencial d'evaporació dels Estats Units, que significa que fins i tot un llac d'uns 50 quilòmetres de llarg i 3 metres de profunditat s'assecaria en un any. Mentre la conca és inundada, una part de la sal es dissol; quan l'aigua s'evapora, aquesta sal es torna a dipositar sobre la superfície en forma de cristalls.
Sobre un cingle hi ha un rètol que marca el nivell del mar, molt popular entre els turistes.

## Galeria d'imatges

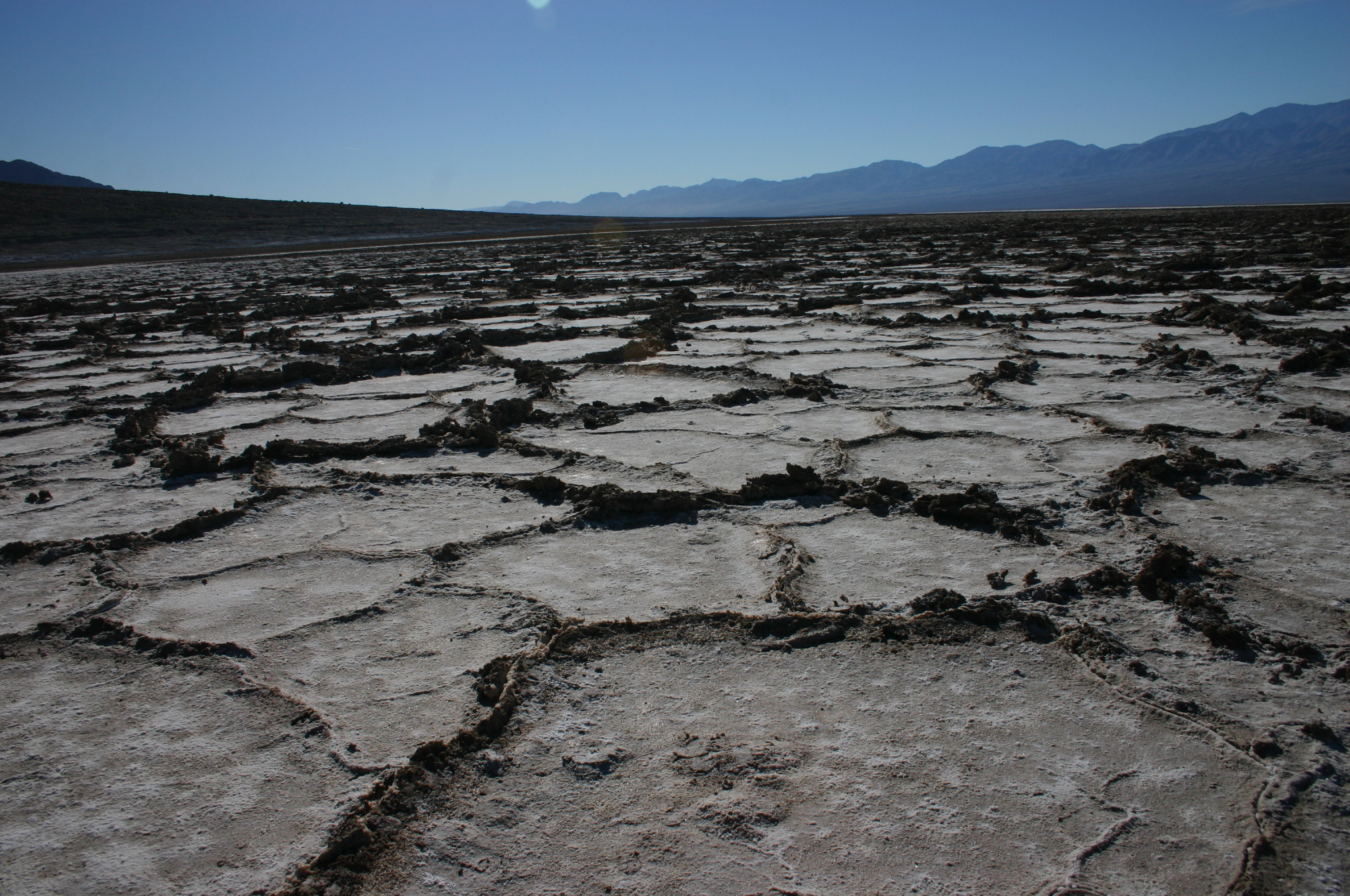
Els cicles congelació-desgel i evaporació va transformant la crosta fina de sal en formes hexagonals
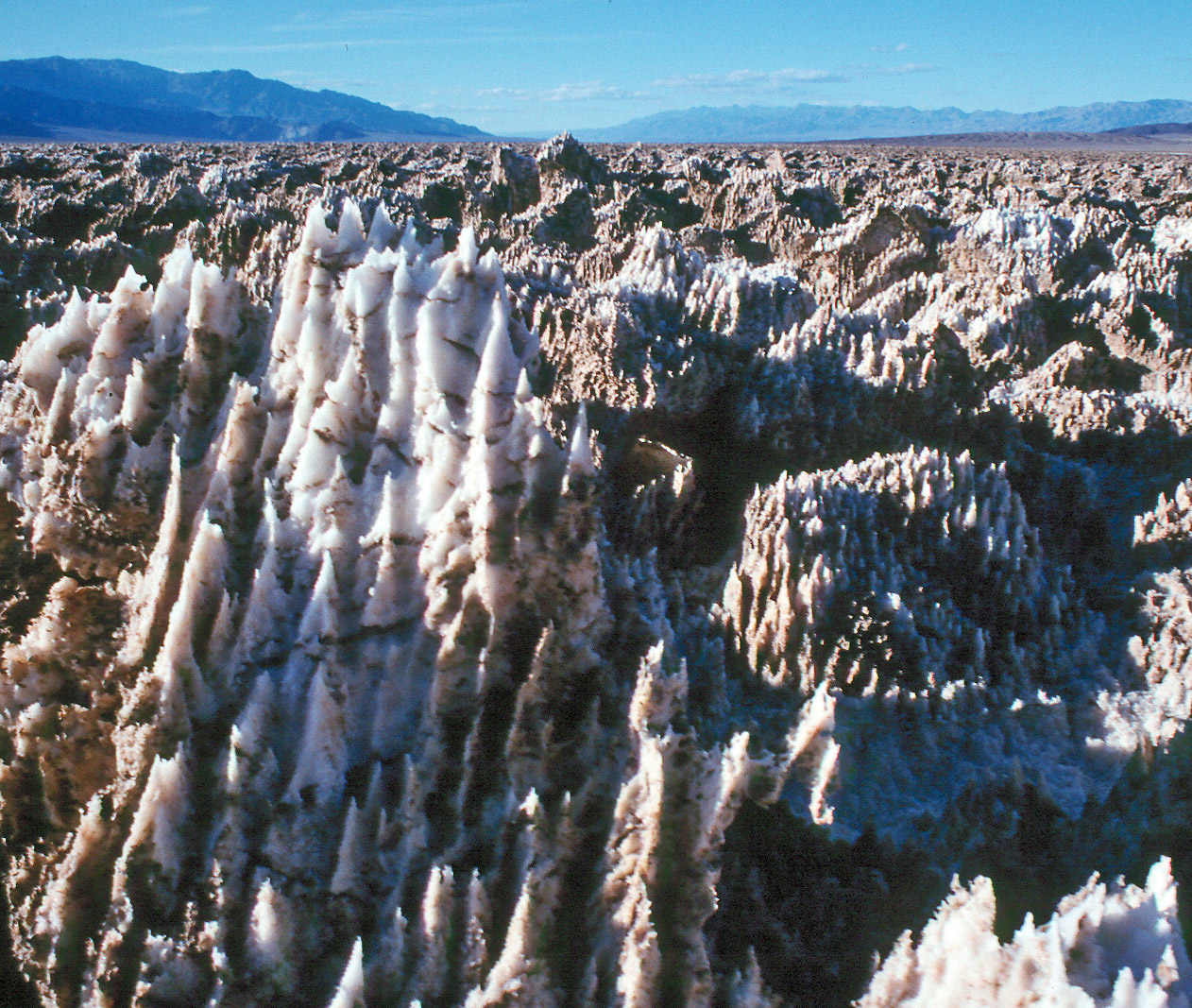
Muntanyes de sal al Camp de golf del Dimoni
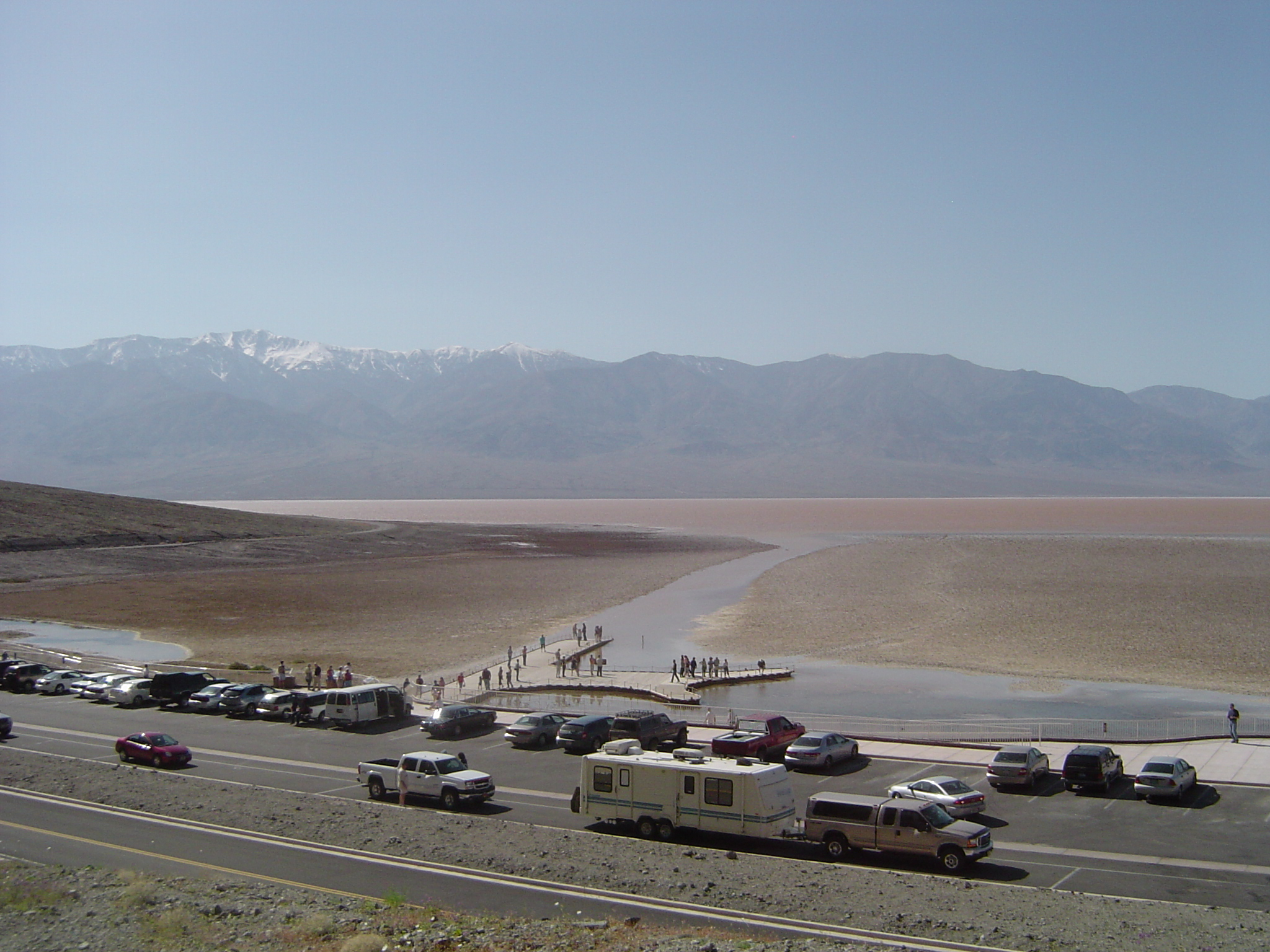
Àrea turística.